# Liste der Baudenkmale in Zernien
In der Liste der Baudenkmale in Zernien sind alle Baudenkmale der niedersächsischen Gemeinde Zernien aufgelistet. Die Quelle der ID und der Beschreibungen ist der Denkmalatlas Niedersachsen. Der Stand der Liste ist der 29. Oktober 2021.

## Allgemein
In den Spalten befinden sich folgende Informationen:
- Lage: die Adresse des Baudenkmales und die geographischen Koordinaten. Kartenansicht, um Koordinaten zu setzen. In der Kartenansicht sind Baudenkmale ohne Koordinaten mit einem roten Marker dargestellt und können in der Karte gesetzt werden. Baudenkmale ohne Bild sind mit einem blauen Marker gekennzeichnet, Baudenkmale mit Bild mit einem grünen Marker.
- Bezeichnung: Bezeichnung des Baudenkmales
- Beschreibung: die Beschreibung des Baudenkmales. Unter § 3 Abs. 2 NDSchG werden Einzeldenkmale und unter § 3 Abs. 3 NDSchG Gruppen baulicher Anlagen und deren Bestandteile ausgewiesen.
- ID: die Objekt-ID des Baudenkmales
- Bild: ein Bild des Baudenkmales, ggf. zusätzlich mit einem Link zu weiteren Fotos des Baudenkmals im Medienarchiv Wikimedia Commons. Wenn man auf das Kamerasymbol klickt, können Fotos zu Baudenkmalen aus dieser Liste hochgeladen werden:

## Braasche

### Einzelobjekte in Braasche
| Lage                             | Bezeichnung                  | Beschreibung                                                                                           | ID       | Bild |
| -------------------------------- | ---------------------------- | --- | -------- | ---- |
| Nr. 1 53° 4′ 31″ N, 10° 54′ 7″ O | Wohn- und Wirtschaftsgebäude | Das Zweiständer-Hallenhaus wurde 1825 erbaut und ist somit das älteste Haus von vier Höfen des Dorfes. | 30888374 | BW   |

## Gülden

### Einzelobjekte in Gülden
| Lage                                  | Bezeichnung    | Beschreibung | ID       | Bild           |
| ------------------------------------- | -------------- | --- | -------- | -------------- |
| Ortsmitte 53° 2′ 59″ N, 10° 52′ 37″ O | Kirche         | Die Kirche Gülden wurde 1787 erbaut. Schlichter Saalbau in Fachwerk mit Backsteinausfachung, auf Feldsteinsockel und unter Satteldach in Hohlpfannendeckung; Vollwalm nach Osten; quadratischer Dachreiter mit Schieferbehang über dem Westgiebel; hier vierseitiges Pyramidendach in Schieferdeckung. Im Inneren durch zwei Reihen hölzerner Stützen in drei Schiffe unterteilt, zeitgenössische Kanzel und Kanzelaltar. | 30888356 | Weitere Bilder |
| Ortsmitte 53° 2′ 59″ N, 10° 52′ 37″ O | Kriegerdenkmal | Kriegerdenkmal für die Gefallenen der beiden Weltkriege, östlich der Kapelle von Gülden. Monolith auf flachem Sandsteinsockel mit zwei Gedenktafeln (1914–18 und 1939–45). Errichtet um 1919, Tafel für die Gefallenen des Zweiten Weltkrieges an der Nordseite des Monoliths nachträglich angebracht. | 30888338 | BW             |

## Prepow

### Einzeldenkmal in Prepow
| Lage                                              | Bezeichnung     | Beschreibung | ID       | Bild |
| ------------------------------------------------- | --------------- | --- | -------- | ---- |
| südöstlich des Dorfes 53° 1′ 20″ N, 10° 53′ 26″ O | Kappenwindmühle | Ehemalige Windmühle von Prepow. Flügelloser Erdholländer; dreistöckiger, sparsam durchfensterter Massivbau; völlig zu Wohnzwecken umgebaut. Errichtet 1896 (i). | 30888320 | BW   |

## Redemoißel

### Gruppe baulicher Anlagen in Redemoißel
| Lage                                 | Bezeichnung                                                     | Beschreibung | ID       | Bild |
| ------------------------------------ | --------------------------------------------------------------- | --- | -------- | ---- |
| Nr. 2, 3 53° 2′ 35″ N, 10° 55′ 53″ O | Dorf mit drei Höfen, Baumbestand und einem separaten Schafstall | Der Siedlungskern von Redemoißel besteht aus den Hofanlagen Nr. 1 und 2. Hierzu gehören jeweils ein Wohn-/Wirtschaftsgebäude und eine Scheune sowie zudem ein Schafstall (ehemals Hofanlage Redemoißel Nr. 2, heute zu Nr. 5 gehörig). Sämtliche Gebäude sind aus Fachwerk errichtet und entstammen der Mitte des 19. Jahrhunderts. | 30829249 | BW   |

### Einzelobjekte in Redemoißel
| Lage                              | Bezeichnung                  | Beschreibung | ID       | Bild |
| --------------------------------- | ---------------------------- | --- | -------- | ---- |
| Nr. 2 53° 2′ 34″ N, 10° 56′ 19″ O | Wohn-/Wirtschaftsgebäude     | Großes Vierständerhaus in Fachwerk mit Backsteinausfachung, Halbwalmdach mit Uhlenlöchern und in Zementplattendeckung. Nördliche Traufseite in Backsteinmauerwerk erneuert. Errichtet 1865 (i). | 30888392 | BW   |
| Nr. 2 53° 2′ 34″ N, 10° 56′ 0″ O  | Scheune                      | Kleine Längsdurchfahrtsscheune in Fachwerk mit Backsteinausfachung. Halbwalmdach mit Uhlenlöchern und Reetdeckung. Errichtet 1869 (i).                                                          | 30888413 | BW   |
| Nr. 3 53° 2′ 35″ N, 10° 55′ 49″ O | Wohn- und Wirtschaftsgebäude | Zweiständerhaus in Fachwerk mit Backsteinausfachung und unter Satteldach in Reetdeckung; Halbwalm mit Uhlenloch am Wohngiebel. Errichtet 1844 (i).                                              | 30888259 | BW   |
| Nr. 3 53° 2′ 35″ N, 10° 55′ 49″ O | Scheune                      | Fachwerkgebäude unter ziegelgedecktem Satteldach. Drei Querdurchfahrten. Errichtet in der Mitte des 19. Jahrhunderts.                                                                           | 36380186 | BW   |
| Nr. 5 53° 2′ 33″ N, 10° 55′ 57″ O | Stall                        | Fachwerkbau auf Natursteinsockel und unter Halbwalmdach in Reetdeckung; zwei Längsdurchfahrten. Errichtet Mitte des 19. Jahrhunderts als Schafstall.                                            | 30888280 | BW   |

## Riebrau

### Gruppe baulicher Anlagen in Riebrau
| Lage                                 | Bezeichnung                                                                     | Beschreibung | ID       | Bild |
| ------------------------------------ | ------------------------------------------------------------------------------- | --- | -------- | ---- |
| Ortsmitte 53° 5′ 27″ N, 10° 53′ 6″ O | Kirche mit umgebendem Friedhof, altem Baumbestand, Pfarrhaus und Kriegerdenkmal | Die Kapelle von Riebrau stammt von 1760/63 und wird umgeben von einem Friedhof, auf dem sich - neben altem Baumbestand - ein Kriegerdenkmal für die Gefallenen der beiden Weltkriege befindet; die Grünanlage wird im Südwesten begrenzt vom 1734 errichteten Pfarrhaus des Dorfes. | 30829260 |      |

### Einzelobjekte in Riebrau
| Lage                                 | Bezeichnung                  | Beschreibung | ID       | Bild |
| ------------------------------------ | ---------------------------- | --- | -------- | ---- |
| Ortsmitte 53° 5′ 27″ N, 10° 53′ 6″ O | Kirche                       | Kirche Riebrau. Schlichter Saalbau in Fachwerk mit Backsteinausfachung; Ostschluss mit polygonaler Apsis; unter Satteldach in Hohlpfannendeckung und polygonal gewalmtem Ostabschluss; in den Westgiebel einschneidender quadratischer Turm unter vierseitigem Pyramidendach in Hohlpfannendeckung. Innenraum durch freistehende Holzsäulen in drei Schiffe geteilt, von denen das mittlere mit einem hölzernen Tonnengewölbe überfangen ist. Kanzelkorb, Altar und Figuren einer Kreuzigungsgruppe (ehemals einem Kanlzelaltar zugehörig) aus der Erbauungszeit der Kapelle. Errichtet 1760–63. | 30888144 |      |
| Nr. 4 53° 5′ 26″ N, 10° 53′ 3″ O     | Pfarrhaus                    | Vierständerhaus in Fachwerk mit Backsteinausfachung und unter Halbwalmdach in Hohlpfannendeckung; Gauben in beiden Dachflächen. Errichtet 1734. | 30888165 | BW   |
| Nr. 6 53° 5′ 31″ N, 10° 53′ 5″ O     | Wohn- und Wirtschaftsgebäude | Zweiständerhaus in Fachwerk mit Backsteinausfachung, unter Halbwalmdach. Vollständig zu Wohnzwecken ausgebaut. Errichtet 1809. | 30888204 | BW   |
| Nr. 12 53° 5′ 18″ N, 10° 53′ 4″ O    | Ehemaliges Forsthaus         | Zweiständerhaus in Fachwerk mit Backsteinausfachung, unter Halbwalmdach in Falzziegeldeckung. Errichtet 1856. | 30888241 | BW   |